# Sida Košutić
Sida Košutić (Radoboj, 10 marzo 1902 – Zagabria, 13 maggio 1965) è stata una scrittrice, poetessa, drammaturga, opinionista e critica letteraria austro-ungarica, dal 1945 jugoslava. La sua opera principale è l'ampio romanzo S naših njiva ("Dai nostri campi", 1935-40), visione realistica della vita dei contadini croati.